# Vulkanska kupa
Vulkanska kupa je elementarni oblik vulkanskoga reljefa. Predstavljena je uzvišenjem nastalim nagomilavanjem vulkanoklastični sedimenta i izlijevanjem lave, pri vulkanskim erupcijama. Na njenome vrhu nalazi se otvor ljevkastoga oblika koji se naziva krater. Lijevak kratera sužava se s povećanjem dubine i prelazi u vertikalni, cilindrični kanal koji nosi naziv „grotlo vulkana”. Kroz grotlo najprije prolazi magma iz unutrašnjosti krećući se k površini. Krater i grotlo su osnovni morfološki elementi vulkanske kupe.
Veličina kupe, njeno stvaranje i razaranje zavise o nekoliko faktora, na prvome mjestu od erupcija i intenziteta i trajanja vulkanskog rada. Vulkanske kupe velikih razmjera posljedica su erupcija koje se karakteriziraju izlijevanjem velikih količina lave i izbacivanjem ogromnih masa vulkanoklastičnoga materijala. Dugotrajne i snažne erupcije ovoga tipa stvaraju kupe džinovskih dimenzija, kakve su kupe Havajskoga otočja. One su se počele formirati još u tercijaru, pod morem, a njihova aktivnost traje i danas. Dižu se s oceanskoga dna dubokog preko 6.000 m, a njihova visina iznad razine mora prelazi 4.000 m. Najviše kupe su: Mauna Keaa (4.214 m), Mauna Loa (4.168 m) i Kilauea (1 231 m n. v.) i one predstavljaju najviše oblike litosfere uopće.
Kod kupa se razlikuje apsolutna i relativna visina. Za vulkane je važnija relativna, tj. visina od podnožja kupe do vrha. Npr. Chimborazo je visok 6.272 metara, ali je kupa svega 2.400 metara.

## Podjela
Vulkanske kupe mogu biti proste ili složene. Proste se sastoje od jednog malje ili više pravilnog uzvišenja, najčešće oblika zaobljene kupe. Složene kupe su asimetrične, nepravilne i imaju dva ili više kratera. One se dalje mogu podijeliti na „sekundarne vulkanske kupe“ (manje i mlađe kupe koje su nastale u središtu većega i starijega kratera) i „parazitske“ (bočne, adventivne) vulkanske kupe koje se javljaju na bokovima vulkana i nastaju prskanjem zbog pritiska. Nizovi parazitskih kupa stvaraju se na pukotinama stvorenim prskanjem glavne vulkanske kupe. Na Etni ih ima preko 1000 s visinom koja se kreće od 150 do 200 m. Vulkani Kamčatke (Ključevska Sopka, Tolbačik) karakteristični su po brojnim parazitskim kupama.
Parazitske vulkanske kupe mogu se javiti i u podnožju glavnih vulkanskih kupa, ali i neposredno u kraterima vulkana, između staroga kratera i mlađe, centralne, sekundarne kupe. U krateru Vezuva nalaze se dvije parazitske kupe Colle Umberto i Colle Margherita. Ovakvih kupa ima i u krateru vulkana Etna.
Pseudoeruptivne vulkanske kupe nemaju krater na vrhu za razliku od pravih eruptivnih kupa. One se formiraju na bokovima glavnih vulkanskih kupa, ali i duž pukotina u tvrdoj kori od konsolidirane lave u podnožju vulkana.
Poseban tip vulkanskih kupa su „maarovi“, koji se smatraju embrionalnim stadijumom vulkana. To su fosilne kupe vrlo male visine, izgrađene od tufa i pepela. Ove kupe svedene su gotovo na sam krater koji je obično ispunjen jezerskom vodom. Maarovi su uglavnom postali tijekom jedne jedine erupcije, tijekom kvartara, poslije koje je prestao vulkanski rad. Javljaju se u Auvergneu (Francuska) i Eifelu (Njemačka), u području Švapske Jure, Središnjoj Americi, Srednjoj Americi, na Javi, Novome Zelandu, Islandu, itd. Krateri maarova mogu biti različite širine i dubine. Ima ih prečnika od nekoliko kilometara, a dubine do nekoliko stotina metara. Kod mješovitih vulkana razvijaju se stratovulkanske kupe naizmjeničnim nagomilavanjem lavastoga i rastresitoga materijala.